# CDS-Partido Popular
El CDS-Partido Popular (CDS-PP; en portugués, CDS-Partido Popular) es un partido político portugués democristiano y el segundo más a la derecha de la Asamblea de la República de Portugal después de Chega. Fundado el 19 de julio de 1974 —bajo la denominación Partido do Centro Democrático Social (CDS)— por Diogo Freitas do Amaral, Adelino Amaro da Costa, Basílio Horta, Vítor Sá Machado, Valentim Xavier Pintado, João Morais Leitão y João Porto.
El CDS-PP ha formado parte de gobiernos, siempre en coalición: con el PS de Mário Soares, con el PSD y el PPM, constituyendo la Alianza Democrática en 1979-1980, solo con el PSD después de las elecciones legislativas de 2002, y en 2012-2015 de nuevo con el PSD.
En las legislativas del 20 de febrero de 2005 obtuvo 12 diputados. El resultado fue considerado malo por el líder del partido, Paulo Portas, que presentó su dimisión. Fue sustituido por José Ribeiro e Castro.
El CDS-PP estuvo otra vez encabezado por Paulo Portas, en la oposición al gobierno socialista de José Sócrates, y en el IX Gobierno Constitucional de Portugal, hasta 2015.
Francisco Rodrigues dos Santos fue elegido presidente del partido en el congreso de enero de 2020.
Organizaciones autónomas que comparten sus ideas políticas son la Juventud Popular (JP) y la Federación de los Trabajadores Democratacristianos (FTDC).
Es miembro del Grupo Popular Europeo, de la Internacional Demócrata de Centro y de la Unión Internacional Demócrata.

## Base de apoyo

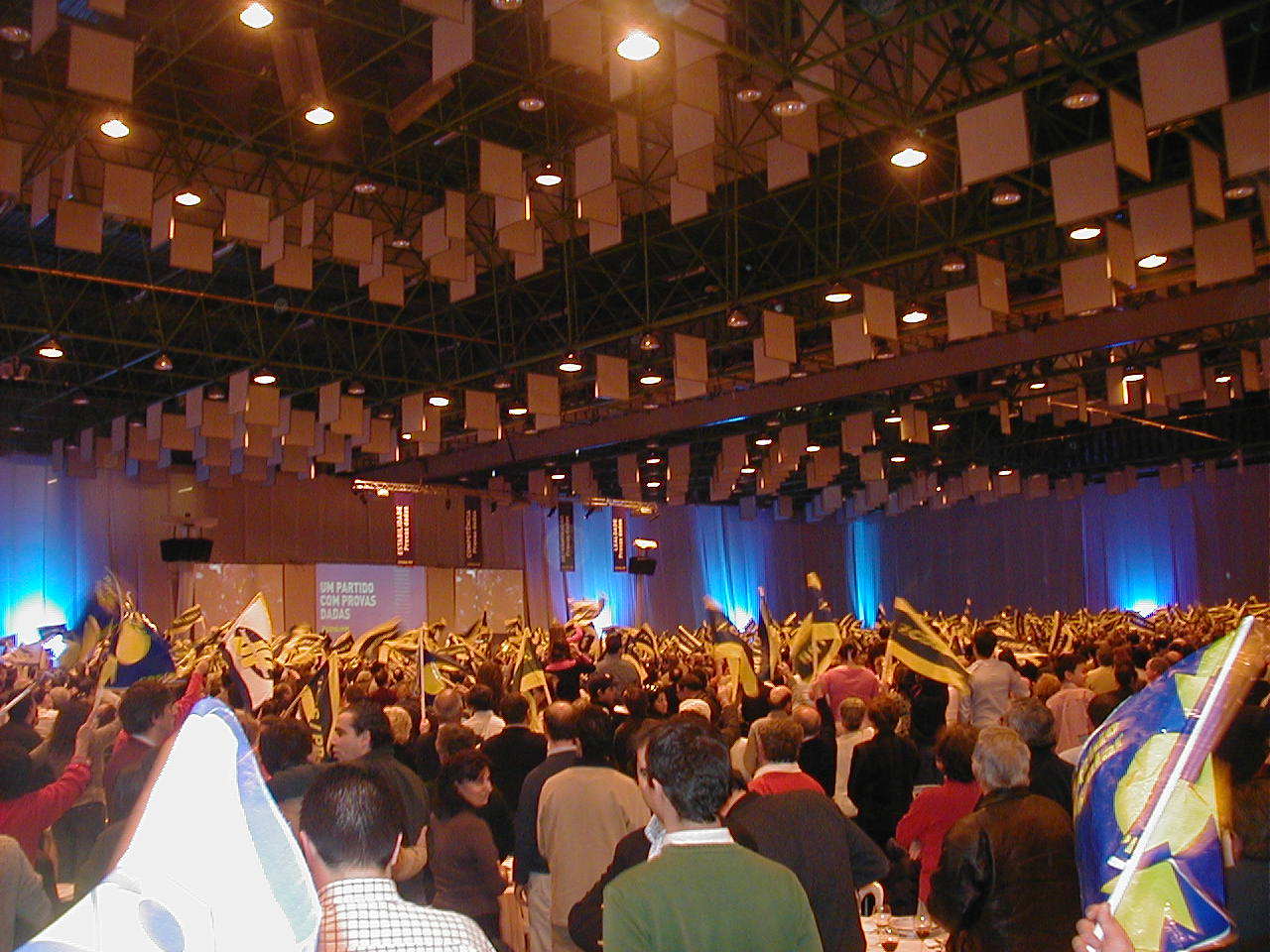
Mitin del CDS-PP en enero de 2005, en el Europarque, Santa Maria da Feira, com más de 5000 personas.

El peso electoral del CDS-PP es mayor en el norte y centro del país, siendo reducido al sur del río Tajo. 
Algunos de sus electores tienden, en las legislativas, a transferir su voto hacia el Partido Social Demócrata (el llamado "voto útil"). Este fenómeno se observó en 1987, con elecciones legislativas y europeas simultáneas, registrando el CDS-PP un resultado inferior al 5% en las legislativas y de aproximadamente 15% en las europeas.
El partido, autónomamente, tiene solo cinco ayuntamientos, pero participa en coalición (usualmente con el PSD) en el gobierno de decenas de ayuntamientos.

## Resultados electorales

### Elecciones generales
| Fecha | Votos               | %                   | +/-                 | Diputados | +/-         | Resultado                  |
| ----- | ------------------- | ------------------- | ------------------- | --------- | ----------- | -------------------------- |
| 1975  | 434 879             | 7,6 (4.º)           |                     | 16/250    |             | Asamblea Constituyente     |
| 1976  | 876 007             | 16,0 (3.º)          | 8,4                 | 42/263    | 26          | Oposición (1976-1978)      |
| 1976  | 876 007             | 16,0 (3.º)          | 8,4                 | 42/263    | 26          | Coalición con PS (1978)    |
| 1976  | 876 007             | 16,0 (3.º)          | 8,4                 | 42/263    | 26          | Oposición (1978-1979)      |
| 1979  | Alianza Democrática | Alianza Democrática | Alianza Democrática | 43/250    | 1           | Coalición con PSD y PPM    |
| 1980  | Alianza Democrática | Alianza Democrática | Alianza Democrática | 46/250    | 3           | Coalición con PSD y PPM    |
| 1983  | 716 705             | 12,6 (4.º)          |                     | 30/250    | 16          | Oposición                  |
| 1985  | 577 580             | 10,0 (5.º)          | 2,6                 | 22/250    | 8           | Apoyo parlamentario al PSD |
| 1987  | 251 987             | 4,4 (5.º)           | 5,6                 | 4/250     | 18          | Oposición                  |
| 1991  | 254 317             | 4,4 (4.º)           | Sin cambios         | 5/230     | 1           | Oposición                  |
| 1995  | 534 470             | 9,1 (3.º)           | 4,6                 | 15/230    | 10          | Oposición                  |
| 1999  | 451 643             | 8,3 (4.º)           | 0,8                 | 15/230    | Sin cambios | Oposición                  |
| 2002  | 477 350             | 8,7 (3.º)           | 0,4                 | 14/230    | 1           | Coalición con PSD          |
| 2005  | 416 415             | 7,2 (4.º)           | 1,5                 | 12/230    | 2           | Oposición                  |
| 2009  | 592 997             | 10,4 (3.º)          | 3,2                 | 21/230    | 9           | Oposición                  |
| 2011  | 653 987             | 11,7 (3.º)          | 1,3                 | 24/230    | 3           | Coalición con PSD          |
| 2015  | Portugal al Frente  | Portugal al Frente  | Portugal al Frente  | 18/230    | 6           | Coalición con PSD (2015)   |
| 2015  | Portugal al Frente  | Portugal al Frente  | Portugal al Frente  | 18/230    | 6           | Oposición (2015-2019)      |
| 2019  | 221 774             | 4.2 (5.º)           |                     | 5/230     | 13          | Oposición                  |
| 2022  | 86 578              | 1.61 (7.º)          | 2,6                 | 0/230     | 5           | Extraparlamentario         |
| 2024  | Alianza Democrática | Alianza Democrática | Alianza Democrática | 2/250     | 2           | Coalición con PSD          |

### Elecciones presidenciales
| Fecha | Candidato apoyado          | 1ª vuelta | 1ª vuelta  | 2ª vuelta | 2ª vuelta  |
| Fecha | Candidato apoyado          | Votos     | %          | Votos     | %          |
| ----- | -------------------------- | --------- | ---------- | --------- | ---------- |
| 1976  | António Ramalho Eanes      | 2 967 137 | 61,6 (1.º) |           |            |
| 1980  | António Soares Carneiro    | 2 325 481 | 40,2 (2.º) |           |            |
| 1986  | Diogo Freitas do Amaral    | 2 629 597 | 46,3 (1.º) | 2 872 064 | 48,8 (2.º) |
| 1991  | Basílio Horta              | 696 379   | 14,2 (2.º) |           |            |
| 1996  | Aníbal Cavaco Silva        | 2 595 131 | 46,1 (2.º) |           |            |
| 2001  | Joaquim Ferreira do Amaral | 1 498 948 | 34,7 (2.º) |           |            |
| 2006  | Aníbal Cavaco Silva        | 2 401 015 | 50,5 (1.º) |           |            |
| 2011  | Aníbal Cavaco Silva        | 2 231 603 | 53,0 (1.º) |           |            |
| 2016  | Marcelo Rebelo de Sousa    | 2 413 956 | 52,0 (1.º) |           |            |
| 2021  | Marcelo Rebelo de Sousa    | 2 533 799 | 60,7 (1.º) |           |            |

### Elecciones europeas
| Fecha | Votos            | %                | +/-              | Diputados | +/-         |
| ----- | ---------------- | ---------------- | ---------------- | --------- | ----------- |
| 1987  | 868 718          | 15,4 (3.º)       |                  | 4/24      |             |
| 1989  | 587 497          | 14,2 (4.º)       | 1,2              | 3/24      | 1           |
| 1994  | 379 044          | 12,5 (3.º)       | 1,7              | 3/25      | Sin cambios |
| 1999  | 283 067          | 8,2 (4.º)        | 4,3              | 2/25      | 1           |
| 2004  | Fuerza Portugal  | Fuerza Portugal  | Fuerza Portugal  | 2/24      | Sin cambios |
| 2009  | 298 423          | 8,4 (5.º)        |                  | 2/22      | Sin cambios |
| 2014  | Alianza Portugal | Alianza Portugal | Alianza Portugal | 1/21      | 1           |
| 2019  | 205 106          | 6,19 (5.º)       |                  | 1/21      | Sin cambios |